# Burg Niehuus
Die Burg Niehuus (dänisch: Nyhus), auch Dat niege Huus genannt, ist eine abgegangene Niederungsburg vom Typus einer Turmhügelburg (Motte) in einer Niederung bei Niehuus, einem kleinen Ort in der Gemeinde Harrislee westlich der Stadt Flensburg im Schleswig-Flensburg in Schleswig-Holstein. Sie gehört zu den archäologischen Kulturdenkmalen des Ortes.

## Geschichte

### Errichtung und Funktion
In der Umgebung Flensburgs existierten schon früh verschiedene Burganlagen. Von einigen dieser Burganlagen berichtet der Sagenstoff um die fünf bösen Burgherren. Zu diesen früher entstandenen Burgen gehört die Burg Niehuus, das 'neue Haus', offenbar nicht. Die Burg Niehuus wurde erst um 1345 von Graf Klaus von Holstein-Rendsburg erbaut. Sie wurde am Krummen Weg errichtet, der schon zuvor, ungefähr im 12. Jahrhundert, angelegt worden war. Der Krumme Weg führte von der Stadt Flensburg bis zum Ochsenweg, dem mittelalterlichen Hauptverkehrsweg durch Jütland, den er bei Bau erreichte. Die Burg diente zum einen als Zollstelle und zum anderen diente sie dem Schutz der Stadt Flensburg aus dem Norden. Zeitgleich ließ Graf Klaus zusammen mit seinem Bruder Heinrich von Holstein auch die Stadt Flensburg unmittelbar befestigen. Burg Niehuus war also auch ein Bestandteil der Flensburger Stadtbefestigung. Die beiden Grafen waren Pfandherren des Herzogtums Schleswig. Sie befürchteten, dass der dänische König Waldemar IV. versuchen würde, das Herzogtum zu erobern. Nahe der Burg entstand in der Folge die kleine Siedlung Niehuus, welche 1371 erstmals erwähnt wurde.

### Zollgeschehen
Nutzer des Weges mussten wie erwähnt Zoll entrichten. Zu den Nutzern des Weges gehörten nicht nur Händler, sondern auch Pilger, die die heiligen Stätten der Christenheit in Rom, Jerusalem und Santiago de Compostela besuchen wollten.
Nur weniges von den damaligen Zollformalitäten wurde überliefert. Am 4. Juni 1365 wurde auf Niehuus (novo castrum prope Flenzb(urg)) eine Quittung des holsteinischen Adeligen Hermann Wonsflet in lateinischer Sprache über 150 Mark für die beiden Schauenburger Grafen ausgestellt. Aus dem Jahr 1423 ist eine Klage hinsichtlich des durch die Burg Niehuus erhobenen Ochsenzolls überliefert. Der vom dänischen König beauftragte Burgvogt hatte acht Schillinge Zoll pro Ochse verlangt.

### Zerstörung
Anfang des 15. Jahrhunderts wurde oberhalb des westlichen Teils des Stadtkerns von Flensburg die Duburg errichtet. Während der Bauphase schützte die Burg Niehuus dementsprechend offenbar auch diese südlich gelegene neue, größere Burganlage. Aus dieser Zeit ist der einzig bekannte Burg-Hauptmann von Niehuus überliefert, nämlich der Knappe Lorentz v. Heesten (* ca.1384, † ca.1436) auf Stovgård in Nordschleswig, der um 1405 bis 1409 Pfandherr von Niehuus war. Die Burg Niehuus wurde 1431 zerstört.

## Heutiger Bestand
Von der ehemaligen Burganlage ist nur wenig erhalten. Gut erkennbar ist der Burghügel, welcher auf eine Turmhügelburg (Motte) hinweist. Der Bergfried hatte eine Grundfläche von 40 mal 30 Metern, umgeben von einem Halbringwall von 120 mal 80 Metern.
Neben dem Burghügel ist im Übrigen auch noch der erwähnte Krumme Weg erhalten geblieben. Die heutige Wegverbindung, vom Burgplatz zum 800 Meter nördlich liegenden Grenzort Rønsdam, ist Teil dieses historischen Weges. Die unweit des Burghügels liegende Holzbrücke über die Krusau, ein Bestandteil des Krummen Weges, wurde im Jahr 1800 durch eine Steinbrücke ersetzt. Bis heute führen an der Burgstelle der Wanderweg Gendarmstien sowie der Pilgerweg Jakobsweg von Flensburg kommend vorbei.
In der Nähe des Burgstandortes von Niehuus liegt des Weiteren Oldemorstoft, wo verschiedene Könige gewohnt haben sollen.

Der Burghügel der Burg Niehuus von oben
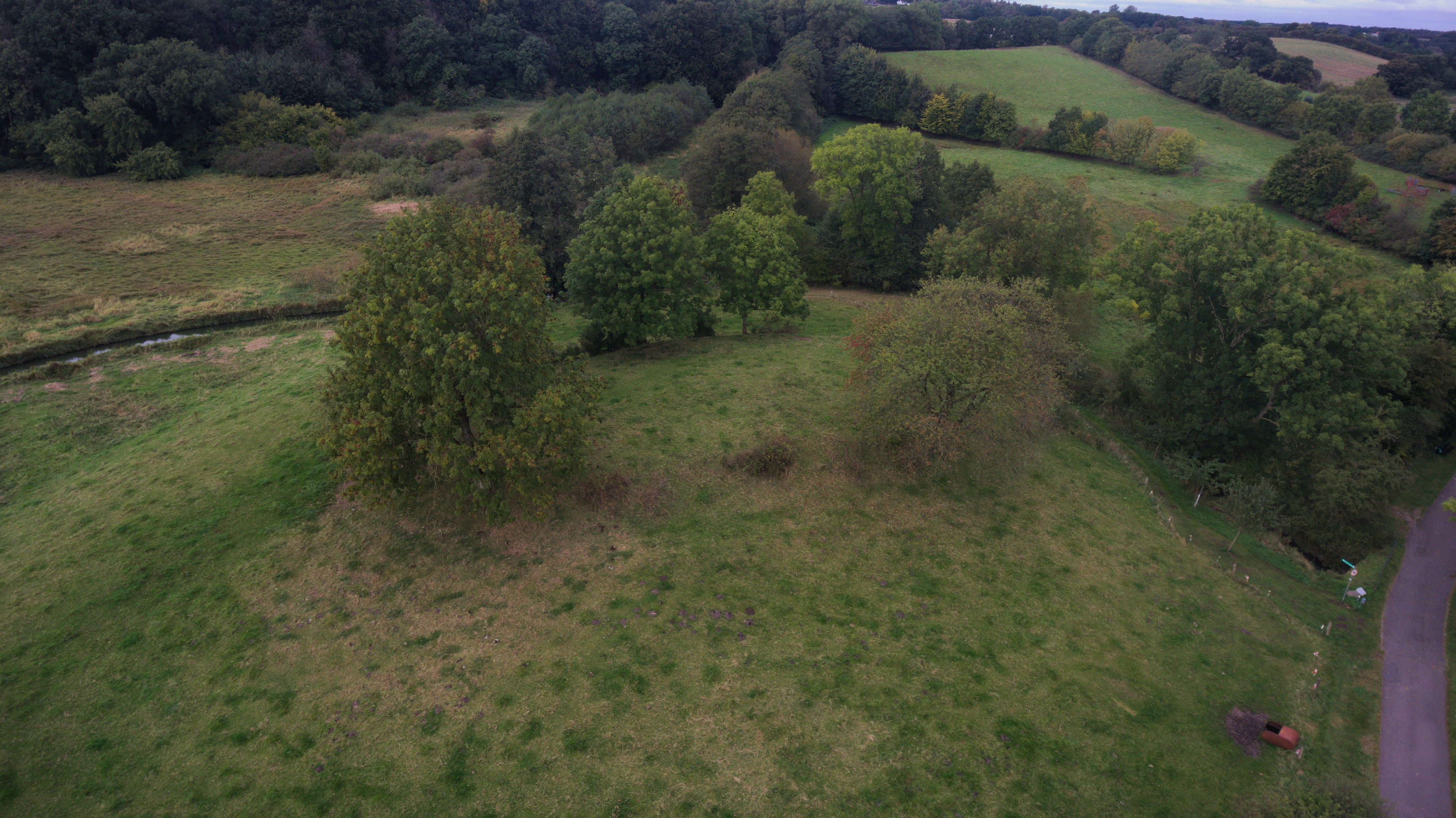
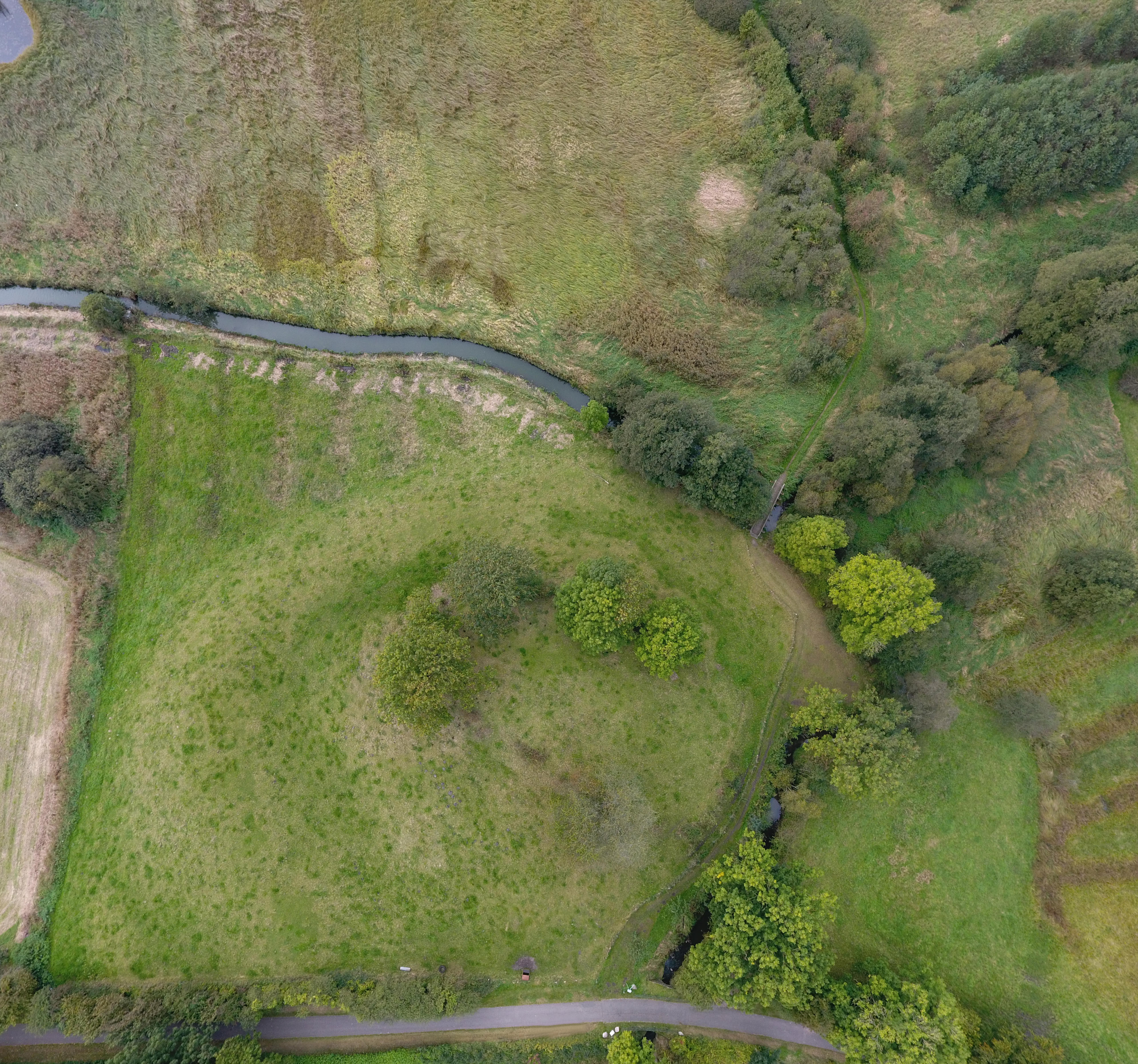
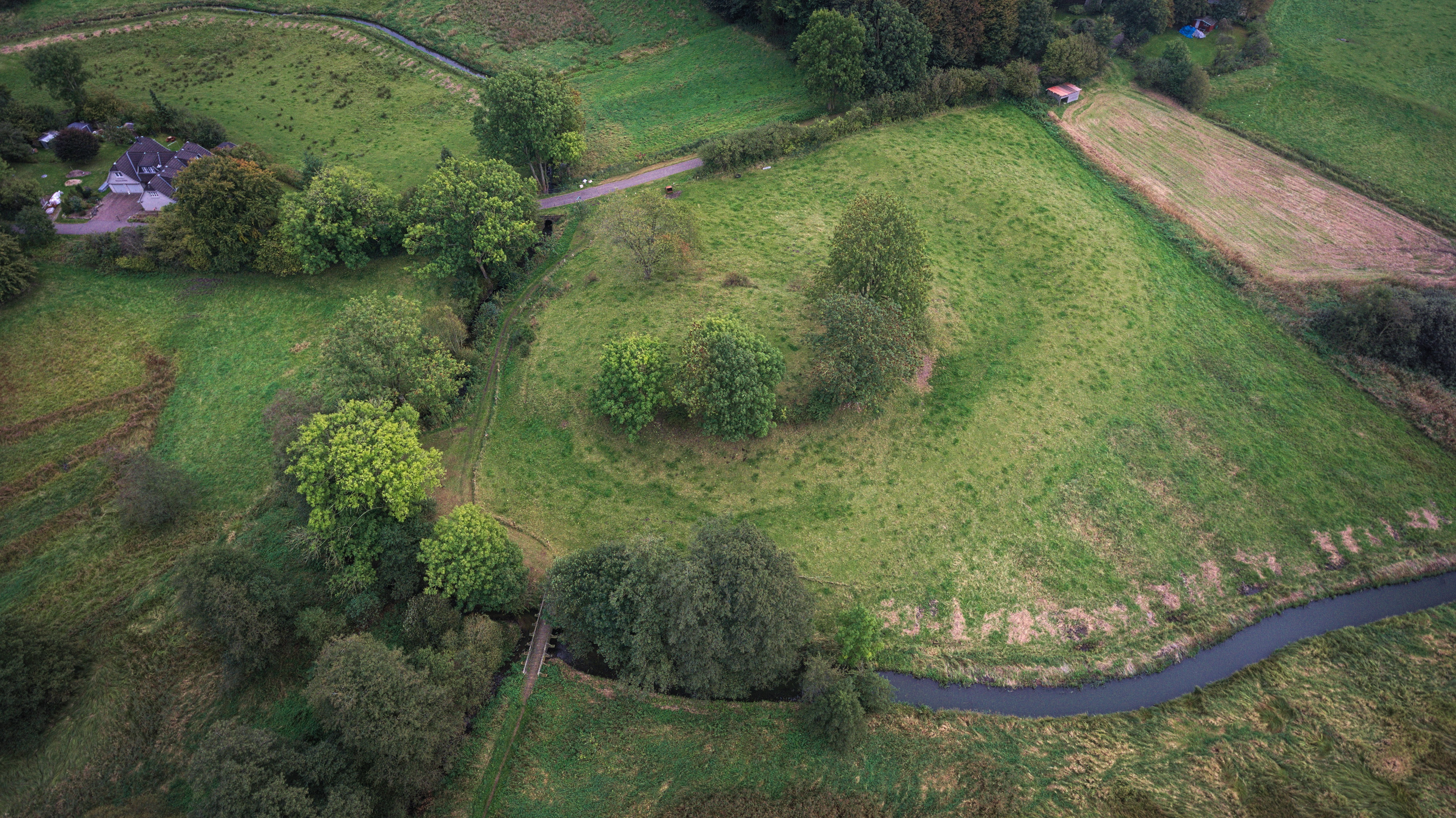